# Le Tsar de l'Onde et Vassilissa la très-sage

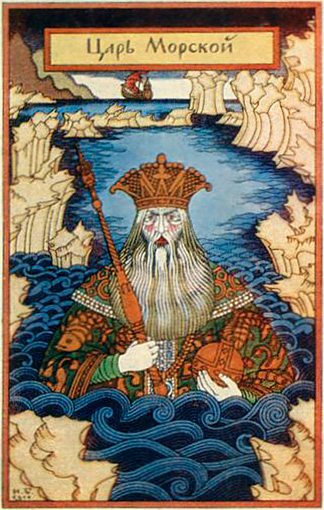
Le Tsar de l'Onde, par Bilibine

Le Tsar de l'Onde et Vassilissa la très-sage (ou : Vassilissa la Magique ; en russe : Морской царь и Василиса Премудрая,) est un conte populaire slave oriental et russe en particulier, dont il existe de nombreuses versions. Il fait l'objet des contes numérotés 219 à 226 dans l'édition russe de 1958 des Contes populaires russes d'Alexandre Afanassiev (tome 2 ; 125a à 125h dans l'édition de 1873). Il relève en partie des rubriques AT 313 (« La Fuite magique : La fille aide le héros dans sa fuite » ; fuite avec transformations) et AT 812 (« Les énigmes du diable ») dans la classification Aarne-Thompson.
Il s'agit de l'un des sujets de contes les plus connus en Europe. Il a été résumé par Alexandre Pouchkine, et le poète Vassili Joukovski en a réalisé une version littéraire. La plus ancienne version connue remonte à l'écrivain cachemire du XIe siècle Somadeva. On peut trouver en certains éléments également chez Giambattista Basile et dans les Contes de Grimm. Toutefois, le thème du royaume subaquatique relèverait typiquement des cultures slaves orientales, estonienne et finnoise.

## Thème général
Dans tous les cas, le conte concerne un couple sans enfant (tsar et tsarine, chasseur, marchand ou moujik et sa femme) dans lequel l'homme est contraint, suite, soit à sa propre imprudence (transgression d'une interdiction), soit à une agression, de promettre à une force hostile (tsar de l'onde, tsar mécréant, diable, dragon...) de lui livrer ce qu'il a chez lui sans le savoir, et qui s'avère être son fils nouveau-né, dont il ignorait la naissance. Devenu jeune homme, ce fils doit affronter son destin et partir à la rencontre de l'ennemi, qui lui reprochera son retard. Souvent aidé par une baba Yaga, il fera la rencontre de la magicienne Vassilissa, fille de l'esprit maléfique et fille-oiseau, dont il parviendra au travers d'une série d'épreuves surnaturelles à obtenir la main. Les jeunes mariés devront toutefois fuir le royaume ennemi et affronter les péripéties d'une fuite magique, et généralement une dernière épreuve dans laquelle le jeune homme oubliera purement et simplement sa jeune femme en rentrant chez ses parents, avant que celle-ci ne parvienne à se rappeler à son bon souvenir.
Le conte est parfois précédé d'un prologue concernant la guerre entre les oiseaux et les quadrupèdes, à la suite d'un conflit entre un moineau et une souris à propos d'un grain de blé, qui débouche généralement sur la présentation de l'aigle, blessé dans la bataille et qui doit récupérer ses forces. Le père de famille est amené à épargner l'aigle qu'il s'apprêtait à tuer, puis à le garder chez lui et à le nourrir à grands frais. L'aigle paiera ensuite sa dette en l'emmenant sur son dos vers un lointain pays, et en lui remettant un coffret magique à ne pas ouvrir avant d'être rentré chez lui. La transgression de cette interdiction amène alors le marché aveugle (« vente par avance ») mentionné ci-dessus.
Dans certains cas, on n'évoque pas le départ du fils, c'est l'esprit mauvais qui vient lui-même réclamer son dû ; dans tous les cas, il finit par être vaincu.

## Version 219 (125a)
Cette version a été recueillie dans le gouvernement de Voronej.

### Première séquence : le voyage du tsar avec l'aigle

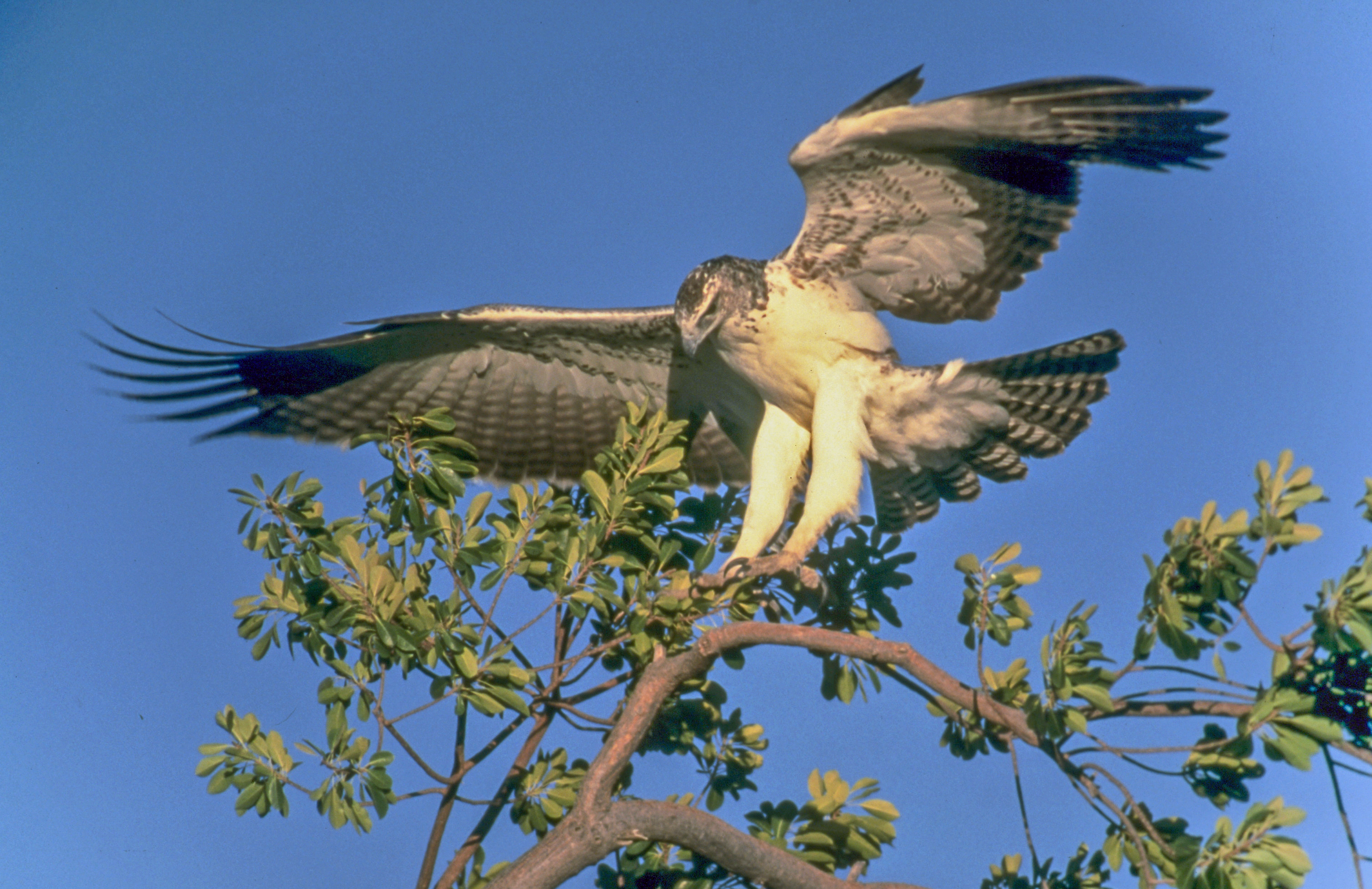
« Comme il le mettait en joue, l'aigle le pria ainsi : "Ne tire pas sur moi, ô tsar !" »
(Aigle martial)

Il y avait une fois un tsar et une tsarine. Le tsar, qui aime la chasse, se voit amené à épargner la vie d'un jeune aigle qu'il tenait en joue, sur les prières de celui-ci, et le ramène chez lui. L'aigle, doté d'un féroce appétit, dévore ses troupeaux ; puis au bout de trois ans, il invite le tsar à voyager sur son dos, au-delà de « trois fois neuf pays ». Pendant le vol, l'aigle fait mine à trois reprises de laisser tomber le tsar, pour lui faire payer la peur qu'il a lui-même éprouvée lorsque le tsar le tenait en joue.
Depuis les airs, ils aperçoivent une maison : c'est celle de la plus jeune sœur de l'aigle. Celle-ci reçoit très mal le tsar, et l'aigle, irrité, reprend son vol, tandis que derrière lui la maison prend feu. Le même scénario se reproduit avec la deuxième sœur de l'aigle. Dans la troisième maison vivent sa sœur aînée et sa mère, qui les reçoivent cette fois de leur mieux. Une fois le tsar reposé, l'aigle lui fournit un navire pour le retour, et lui donne en présent deux coffrets, un rouge et un vert, en lui recommandant de ne pas les ouvrir avant d'être rentré chez lui.

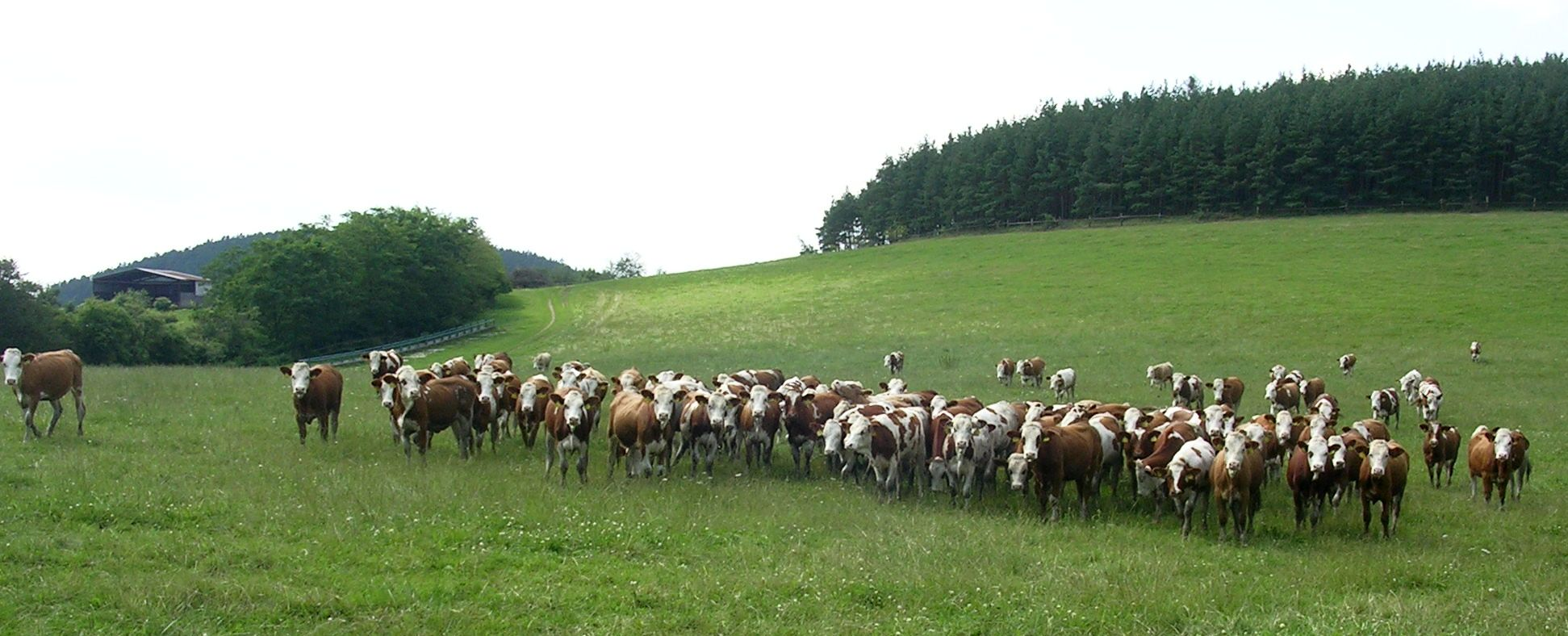
« du coffret s'échappèrent des troupeaux de bétail... » (Troupeau en Bohême)

Sur le chemin du retour, le tsar aborde sur une île, et ne peut s'empêcher d'ouvrir par curiosité le coffret rouge : il en surgit des troupeaux entiers de bétail qui couvrent toute l'île. Le tsar se lamente, quand apparaît un homme sortant de l'eau, qui lui propose de l'aider à faire rentrer tout le bétail dans le coffret s'il s'engage à lui donner « ce qu'il a à la maison sans le savoir ». Marché conclu, le bétail est récupéré et le tsar reprend son voyage de retour. Ce n'est qu'arrivé chez lui qu'il découvre que pendant son absence sa femme a mis au monde un enfant, le tsarévitch, et qu'il comprend la nature du marché, sans oser l'avouer à la tsarine. Il ouvre le coffret rouge, qui libère ses riches troupeaux, et le coffret vert, qui fait apparaître un magnifique jardin devant le palais.
Des années plus tard, l'homme de l'île réapparaît et lui rappelle sa promesse : le tsar doit s'exécuter, après avoir tout avoué à sa femme et à son fils. Le tsarévitch est conduit au bord de l'onde et laissé seul.

### Deuxième séquence: le tsarévitch, le tsar de l'Onde et Vassilissa

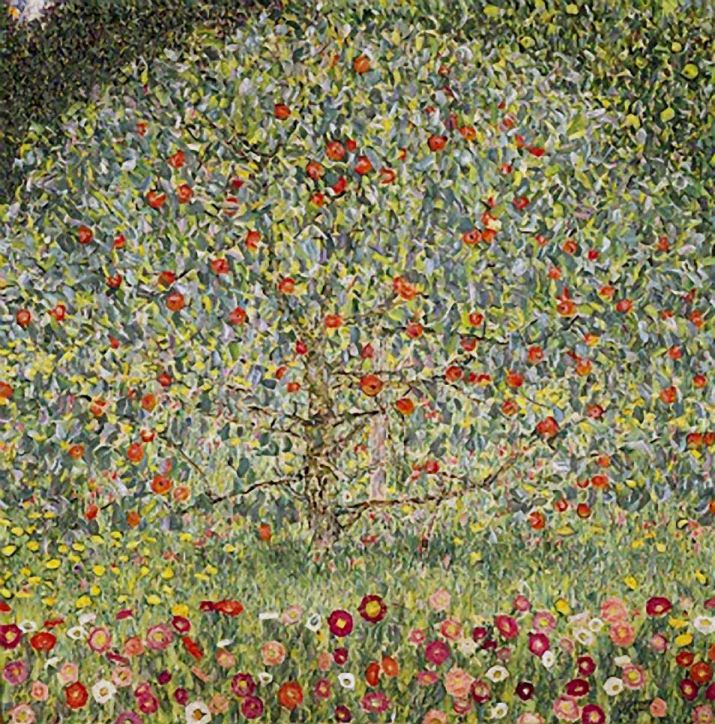
« Plante pour demain un vert jardin, tout rempli (...) d'arbres chargés de fleurs et de pommes et poires mûres ! »
(Gustav Klimt, Pommier)

Cheminant au hasard, le tsarévitch se retrouve devant l'isba de Baba Yaga, qui, après les formules rituelles, le nourrit et le conseille : il devra aller jusqu'au bord de l'onde, où il verra douze filles-cygnes, se baignant ; dérober sa chemise à l'aînée pour faire sa connaissance, puis se rendre chez le Tsar de l'Onde. En chemin, il rencontrera trois bogatyrs (preux chevaliers) qu'il emmènera avec lui.
Ainsi est fait. La fille-cygne à qui le tsarévitch a dérobé sa chemise le prie de la lui rendre : c'est Vassilissa la très-sage, qui lui promet de l'aider en retour quand il sera chez son père le Tsar de l'Onde. En route, le tsarévitch rencontre les trois bogatyrs, Mange-sans-faim, Boit-sans-soif et Gel-craquant, et les emmène.
À peine arrivé chez le Tsar de l'Onde, le tsarévitch se voit mettre à l'épreuve : il doit construire en une nuit un pont de cristal, ou mourir. Apparaît Vassilissa qui le tranquillise et l'assure que le pont sera prêt le lendemain, ce qu'elle réalise en effet. Le tsar exige ensuite du tsarévitch un magnifique jardin chargé de fruits mûrs : Vassilissa s'en charge à nouveau pendant la nuit. Le tsar félicite le tsarévitch et lui demande de choisir trois fois de suite une même fiancée parmi ses douze filles, toutes semblables, sans se tromper. Grâce à des indices fournis par Vassilissa, il parvient à la reconnaître trois fois de suite, et à l'épouser.

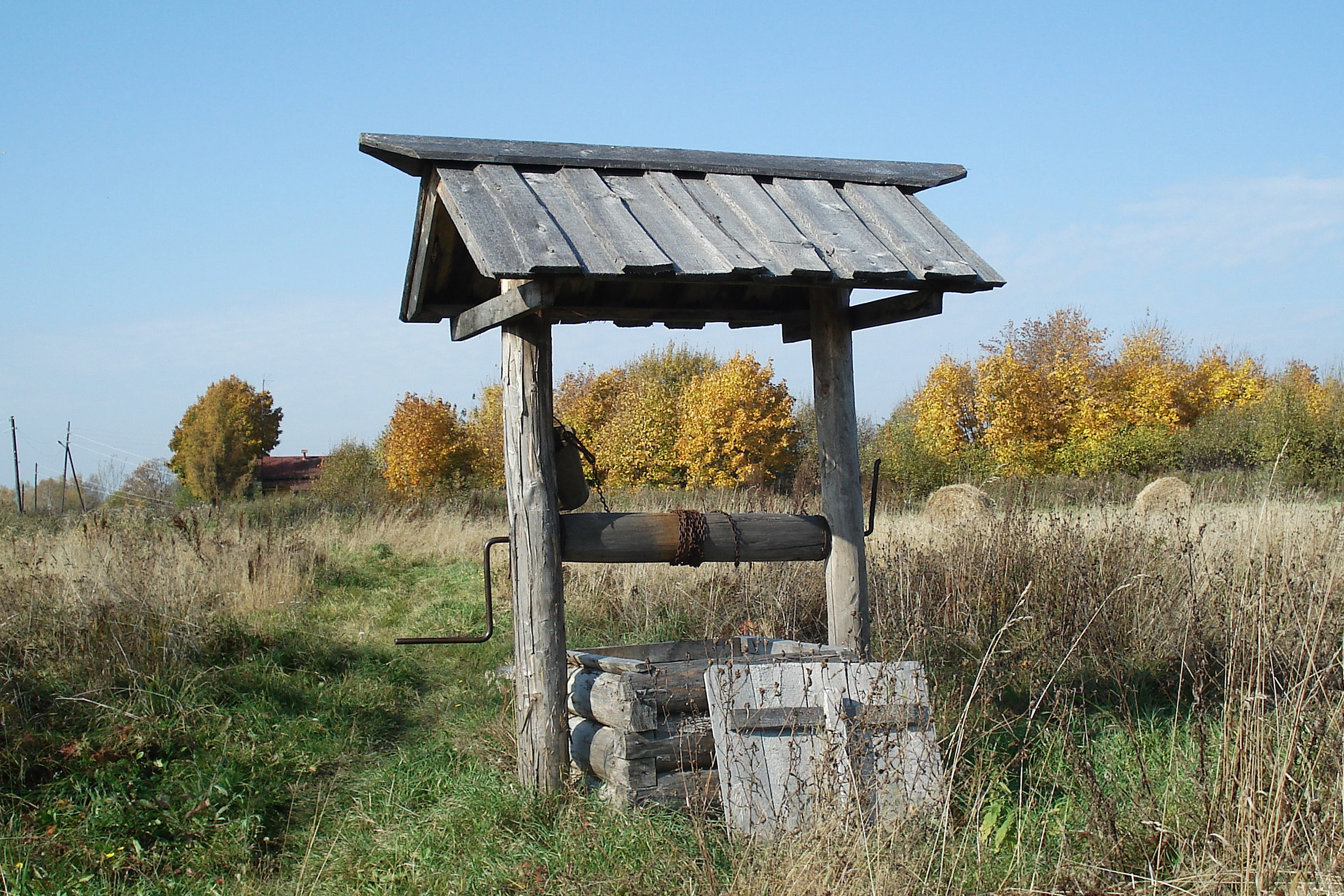
« Elle transforma les chevaux en puits... » (puits de village dans l'oblast de Nijni Novgorod)

Pour la noce, le tsar a fait préparer des vivres pour plus de cent personnes, et enjoint à son gendre de tout manger : grâce à l'aide du preux Mange-sans-faim, le tsarevitch fait tout disparaître. Il lui faut ensuite épuiser quarante tonneaux de boissons diverses, ce que Boit-sans-soif réalise sans effort : enfin le tsar exige que le jeune couple se baigne dans une étuve chauffée au rouge, et que Gel-craquant refroidit opportunément. Vassilissa suggère alors au tsarévitch de quitter le royaume pour échapper à la colère du tsar de l'Onde, et les voilà tous deux engagés dans une fuite magique. Entendant qu'on les poursuit, Vassilissa transforme les chevaux en puits, elle-même en puisoir, et son mari en petit vieux, auquel les poursuivants demandent s'il n'a pas vu passer un vaillant gaillard et une belle fille : celui-ci les leurre, et les poursuivants rentrent bredouilles. Entendant leur histoire, le Tsar de l'onde comprend tout, les fait mettre à mort et envoie une seconde troupe à la poursuite des fugitifs : cette fois-ci, Vassilissa transforme le tsarévitch en vieux pope, et elle-même en église, et les poursuivants sont à leur tour trompés. La troisième fois, le tsar lui-même se lance à la poursuite du couple, mais Vassilissa transforme les chevaux en rivière de miel aux rives de kissel, tandis que le tsarévitch est transformé en canard et elle-même en cane grise. Le tsar se jette goulument sur le miel et le kissel, jusqu'à en crever.
Reprenant leur route, Vassilissa et le tsarévitch approchent du palais des parents de ce dernier. Vassilissa propose à son époux de passer devant pour les annoncer, lui enjoignant d'embrasser tout le monde sauf sa propre sœur, sans quoi il l'oubliera, elle. Le tsarévitch néglige la recommandation et, oubliant instantanément Vassilissa, trouve une autre fiancée, et les nouvelles noces s'apprêtent. Après trois jours d'attente vaine, Vassilissa se déguise en mendiante, et parvient à faire parvenir à la cour un gâteau fourré au fromage blanc. On ouvre le gâteau, un couple de pigeons s'en échappe, le pigeon demande un morceau de fromage à sa pigeonne, qui le lui refuse au motif qu'il l'oubliera « comme le tsarévitch a oublié sa Vassilissa ». Alors le tsarévitch recouvre la mémoire, fait venir Vassilissa auprès de lui, et ils vivront longtemps heureux ensemble.

## Versions 220 et 221 (125b et 125c): moujik, chasseur et diables

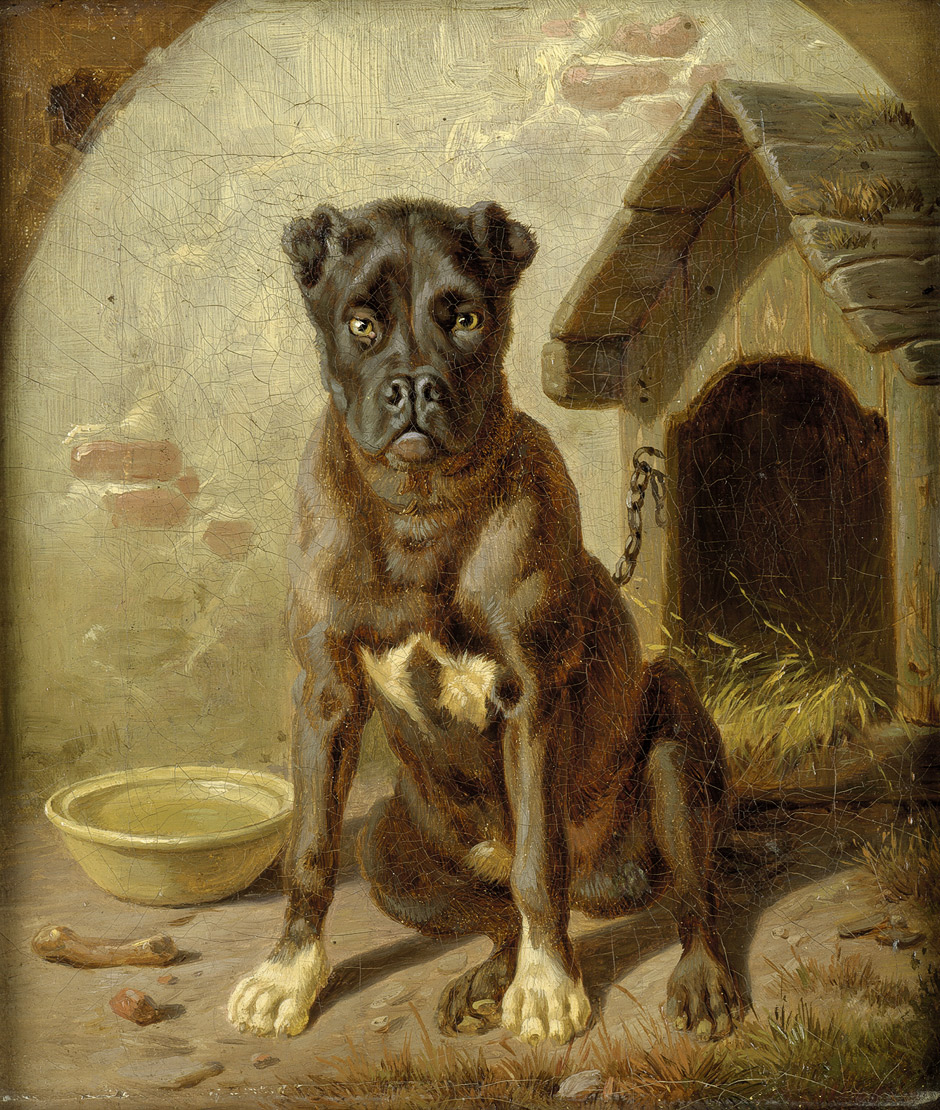
« Et pourquoi n'as tu pas examiné le chien enchaîné ? » dit le chef des diables.

La version 220 est très semblable à la 224 (voir plus bas), sinon que c'est un moujik qui a affaire avec l'aigle. Le tsar de l'onde y est également remplacé par un tsar terrestre. Il est dit explicitement que le fils du moujik parvient jusqu'au Danube (alors que les noms de lieux réels sont rares dans les contes russes), où il voit se baigner les jeunes filles qui sont aussi des canes grises. Le tsar ennemi y est désigné comme le « tsar de la terre infidèle » et présenté comme cannibale.
Dans la version 221, il est question d'un chasseur. Lorsqu'il ouvre le coffret, il en sort une armée innombrable, et c'est un diable qui l'aide à l'y faire rentrer. La nuit où le diable se présente pour emmener en échange le fils du chasseur, celui-ci, sur le conseil de sa femme, a tué son chien, cousu son fils à l'intérieur de sa peau et l'a enchaîné à l'entrée comme un chien véritable : le diable peu expérimenté, n'ayant pas éventé le stratagème avant que le coq ne chante, doit battre en retraite (et se fait brutaliser à son retour par le diable en chef). Les deux nuits suivantes, le chasseur et sa femme utilisent successivement une peau de mouton, puis de chèvre, tout en priant : les diables, bredouilles, abandonnent la partie. Le chasseur libère l'armée de son coffret, et lui ordonne de construire une ville, sur laquelle il règnera heureux longtemps.
Ces deux versions, tout comme la version 224, comportent un prologue sur la controverse entre un moineau et une souris, qui dégénère en guerre des animaux, et qui fournit une transition avec l'apparition de l'aigle, blessé dans le combat.

## Version 222 (125d): le tsar saisi par la barbe

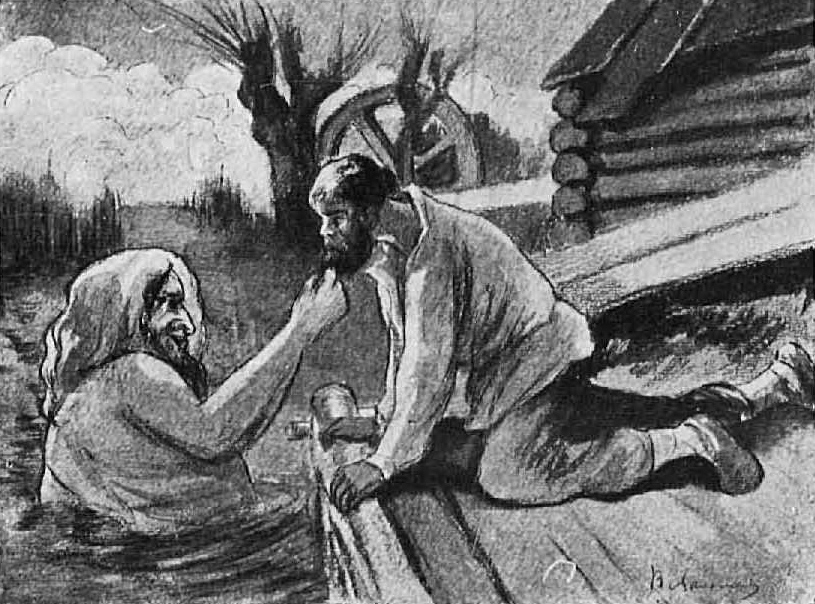
« Soudain, le tsar de l'onde le saisit par la barbe ! » (V. Malychev, Vodianoï, 1910)

Dans un lointain royaume vivent un tsar et une tsarine sans enfant. Un jour, en voyage, le tsar altéré par la chaleur veut boire à un lac, mais le Tsar de l'Onde le saisit par la barbe et ne consent à le relâcher que s'il promet de lui donner ce qu'il a à la maison sans le savoir. Rentré chez lui, il découvre que sa femme a mis au monde un fils et comprend qu'il s'agit de l'objet du marché. Le tsarévitch grandit, « non pas  de jour en jour, mais d'heure en heure ». Lorsqu'il est devenu un beau gaillard, son père décide contre son gré de l'abandonner près de l'onde, sous le prétexte de lui faire chercher une bague perdue.
Ivan Tsarévitch rencontre une vieille, qu'il commence par rudoyer avant de se raviser. Celle-ci lui dévoile alors qu'il a été promis au Tsar de l'Onde, mais en même temps, lui annonce la venue de douze filles-colombes plus une, qui viendront se baigner, et lui recommande de dérober sa chemise à la treizième, et de ne la lui rendre qu'en échange de son anneau d'or. Elle l'avertit que le Tsar de l'Onde possède autour de son palais une palissade, dont chaque pieu porte une tête coupée, sauf le dernier. Le tsarévitch agit comme indiqué, la treizième colombe s'avère être Vassilissa, qui lui donne son anneau tout en reprochant à Ivan d'avoir tant tardé, l'avertissant que son père, le Tsar de l'Onde, est courroucé contre lui, avant de s'envoler.

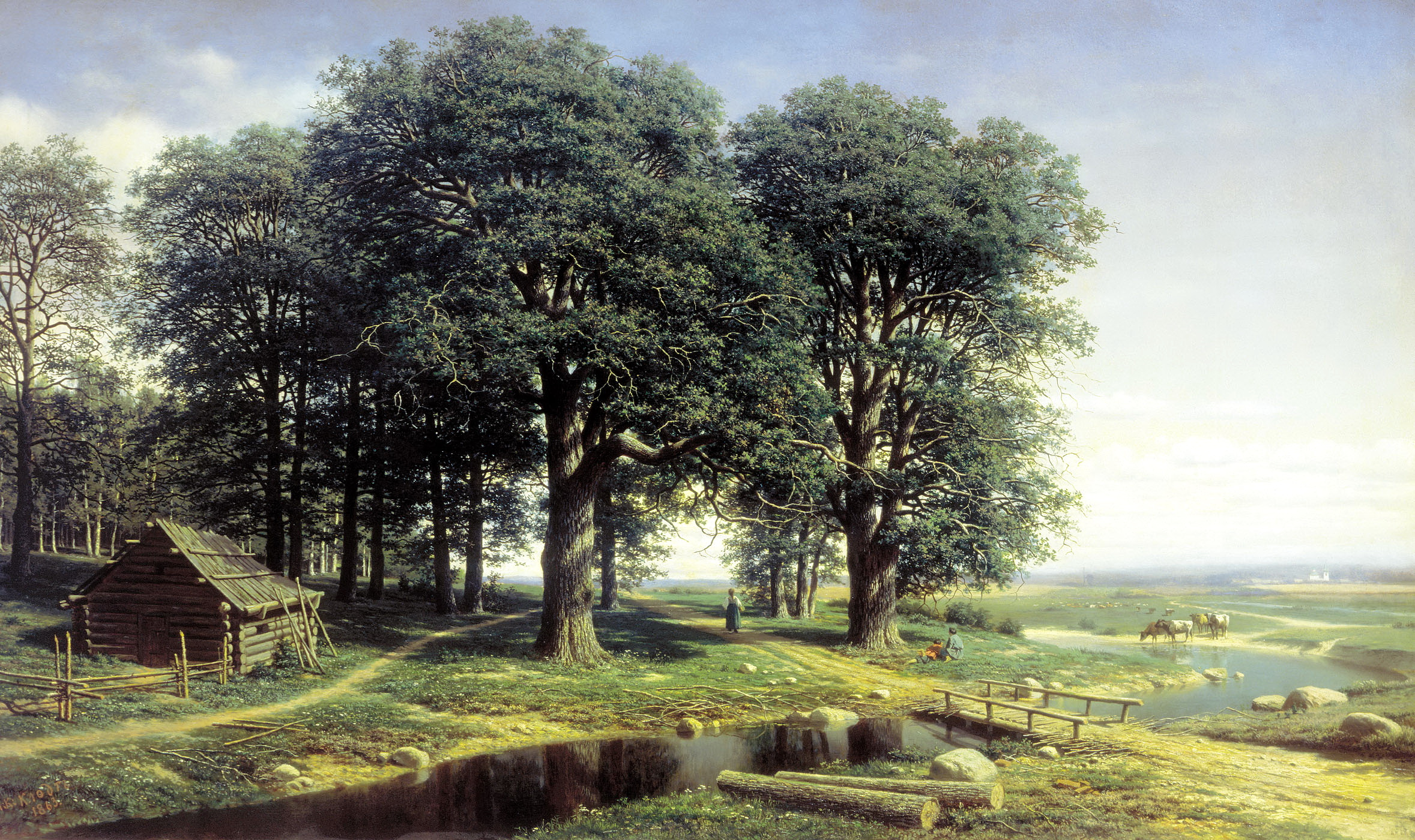
« Là-bas, tout est comme chez nous : la lumière est la même, il y a des champs, des prés, de verts bosquets, et le soleil qui brille »
(Mikhaïl Clodt, Le Bosquet de chênes)

Ivan-Tsarévitch part pour le royaume de l'eau, où « tout est comme chez nous : la lumière est la même, il y a des champs, des prés, de verts bosquets, et le soleil qui brille. ». Le Tsar de l'Onde, peu aimable, impose à Ivan « pour sa faute » trois épreuves, chacune d'elles devant être surmontée en une nuit : transformer une lande stérile en champ de seigle mûr, puis moudre le blé contenu dans trois cents meules de trois cents gerbes chacune sans les défaire, enfin bâtir une église toute en cire. C'est Vassilissa qui s'acquitte de ces tâches, en commandant successivement à ses serviteurs, puis aux fourmis, et aux abeilles du monde entier ; en même temps, elle lui annonce que le malheur « reste à venir ». Le tsar se voit contraint d'accorder la main de Vassilissa à Ivan, et les noces sont célébrées.
Cependant, quelque temps plus tard, Ivan commence à se languir de son pays : c'est le malheur annoncé, car si les jeunes mariés s'en vont, ils seront pourchassés et tués par le Tsar de l'Onde. Ils s'enfuient toutefois à cheval, mais non sans que Vassilissa ait auparavant craché dans trois coins de la chambre : lorsque le lendemain les messagers du tsar appellent les époux, c'est par trois fois la salive qui répond qu'ils sont en train de se préparer, retardant ainsi la découverte de leur fuite.
(Le passage de la fuite magique est similaire à celui du conte 219, sinon que le tsar, à la vue du canard et de la cane en lesquels se sont métamorphosés Ivan et Vassilissa, se transforme lui-même  en aigle et cherche vainement à les pourfendre avant de rentrer bredouille dans son royaume. L'épisode final de l'amnésie d'Ivan, puis du pain contenant les deux colombes, est similaire également.)
Cette version présente diverses analogies avec le conte intitulé « L'Ours-Roi » (Царь-медведь, 201/117), au début duquel c'est l'Ours-Roi qui attrape le tsar par la barbe.

## Version 223 (125e): la magicienne ensorcelée

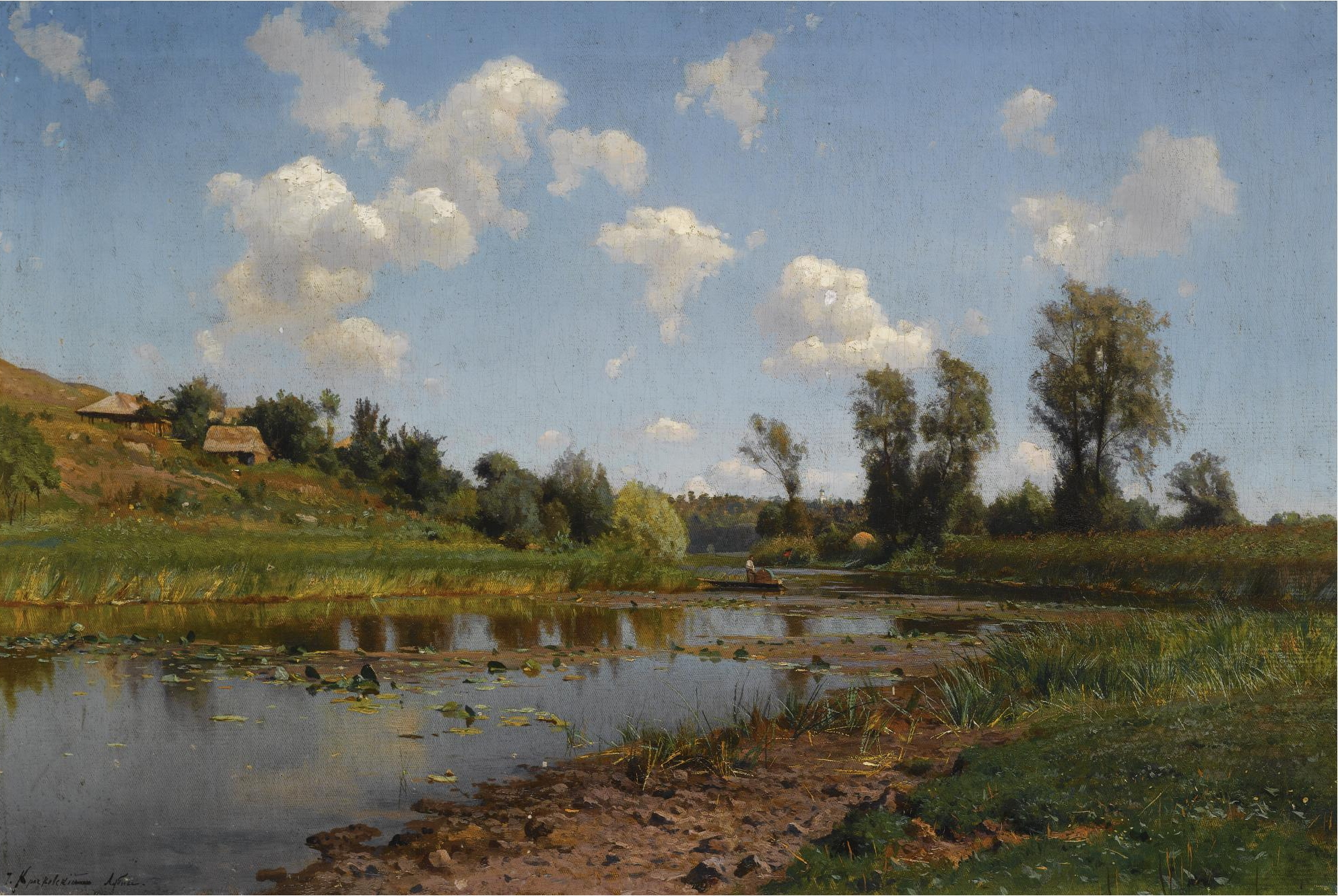
« Sois donc rivière pendant trois ans ! » (I.E. Kratchkovsky, Près de Loubny en Ukraine)

Cette version figure dans un dialecte ukrainien dans le recueil d'Afanassiev. Il s'agit d'un tsar et d'une tsarine pauvres : le tsar est attrapé par la barbe par une entité indéfinie, alors qu'il veut boire à un puits. La baba Yaga, auxiliaire d'Ivan-tsarévitch, y est remplacée par sainte Parascève (Piatynka, sainte du vendredi). Arrivé chez l'esprit mauvais, Ivan doit d'abord reconnaître sa future femme parmi ses onze sœurs, puis accomplir grâce à elle les trois épreuves (faire surgir un jardin merveilleux, puis un pont d'or, enfin un palais).
Le couple décide de s'enfuir lorsqu'il découvre dans le jardin les tombes des frères d'Ivan. La fuite magique s'accompagne de transformations réalisées par la femme d'Ivan. Le père abandonne la poursuite lorsque sa fille s'est faite rivière (Ivan ayant pris l'apparence d'un poisson), mais non sans lui jeter un sort la condamnant à rester rivière trois ans durant. Elle dit à Ivan de rentrer chez lui mais de n'embrasser personne de sa famille, sans quoi il l'oubliera. Alors que les trois ans sont presque écoulés, la sœur d'Ivan le trouve endormi et l'embrasse, et la prédiction se réalise. La jeune femme se manifeste alors en apparaissant dans le puits, après quoi elle se fait admettre dans la maison familiale et confectionne les figurines d'un couple de pigeons, qui par leur dialogue réveillent les souvenirs d'Ivan, et tout se termine bien.

## Version 224 (125f): le tsar mécréant
(Cette version a été intitulée Le Tsar mécréant et Vassilissa la magique par Lise Gruel-Apert dans sa version française. Le conte commence par un prologue sur le thème de la guerre des animaux, à partir d'un conflit entre une souris et un moineau).
Il s'agit ici d'un marchand et sa femme, sans enfant. Le marchand voit en rêve un grand oiseau qui vit chez eux et dévore des quantités prodigieuses de nourriture. Le rêve se réalise lorsque le marchand épargne un aigle qu'il tenait en joue et qu'il ramène chez lui. En trois ans, trois fois l'aigle éprouve ses forces en se jetant contre un chêne : ce n'est que lorsque le choc réduit le chêne en copeaux qu'il estime avoir « retrouvé sa force » ; il propose alors au marchand de l'emmener sur son dos dans son pays, où il le dédommagera de tout ce qu'il lui a coûté.

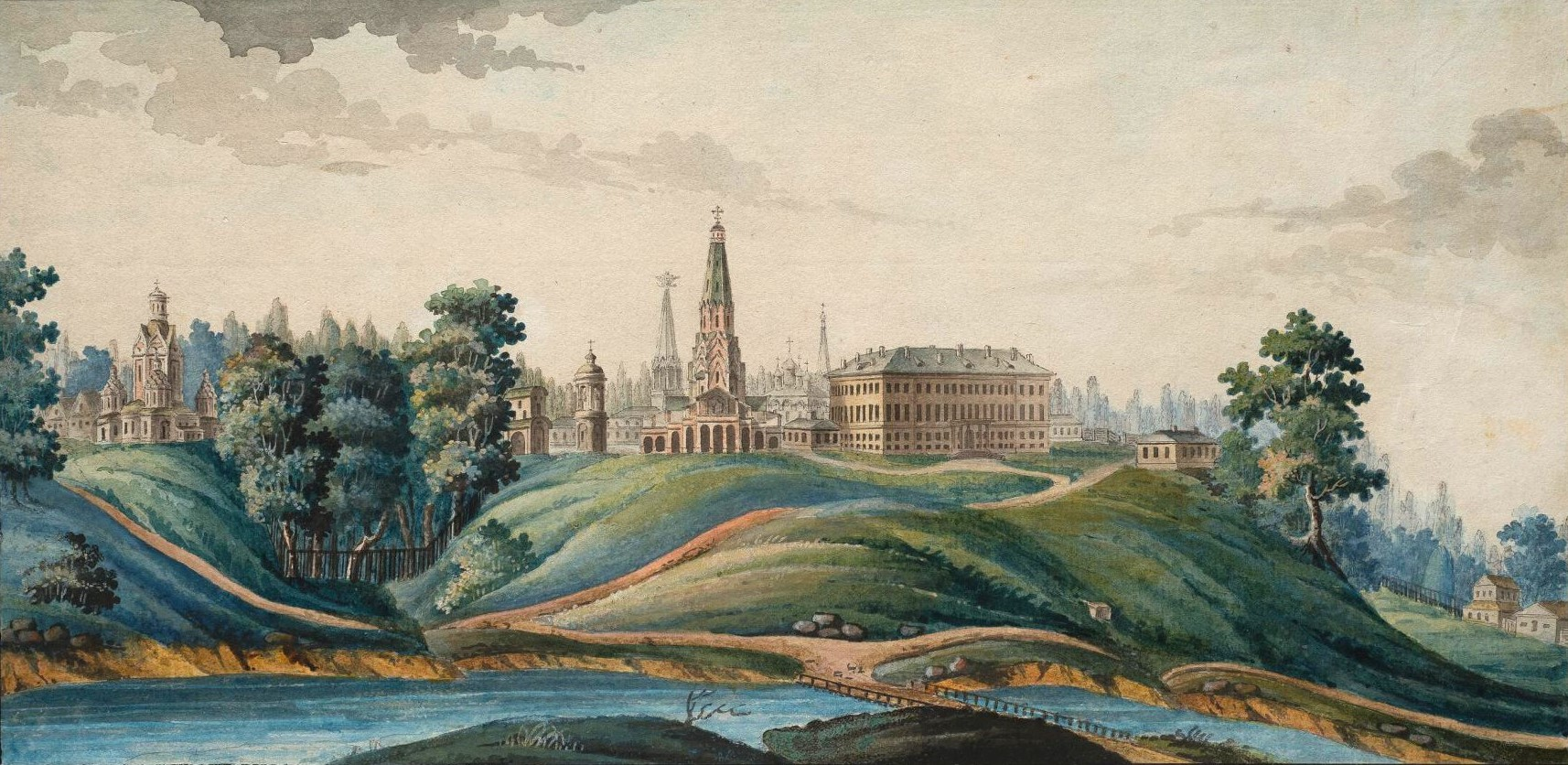
« Devant lui apparut un grand palais tout décoré »
(Palais de Kolomenskoïe)

(Les péripéties du vol sont similaires à celles de la version 219, mais font référence aux trois royaumes, de cuivre, d'argent et d'or. La troisième sœur accorde au marchand le coffret d'or que sur le conseil de l'aigle il lui a demandé. Celui-ci prend congé du marchand en lui recommandant de n'ouvrir le coffret qu'une fois chez lui).
Sur la route du retour, le marchand s'arrête sur les terres du tsar mécréant, ouvre le coffret, ce qui provoque l'apparition d'un palais et d'une quantité de serviteurs. Le tsar, découvrant ce palais sur ces terres, envoie ses gens s'enquérir de ce dont il s'agit et intimer au malappris de déguerpir ; mais le marchand ne parvient pas à faire rentrer le palais dans son coffret. Le tsar accepte de l'aider à condition qu'il donne ce qu'il a à la maison sans le savoir. Arrivé chez lui, le marchand découvre qu'il a cédé son propre fils. Néanmoins, il fait ressurgir le palais, où il vit agréablement avec sa femme et son fils « une dizaine d'années et davantage ».

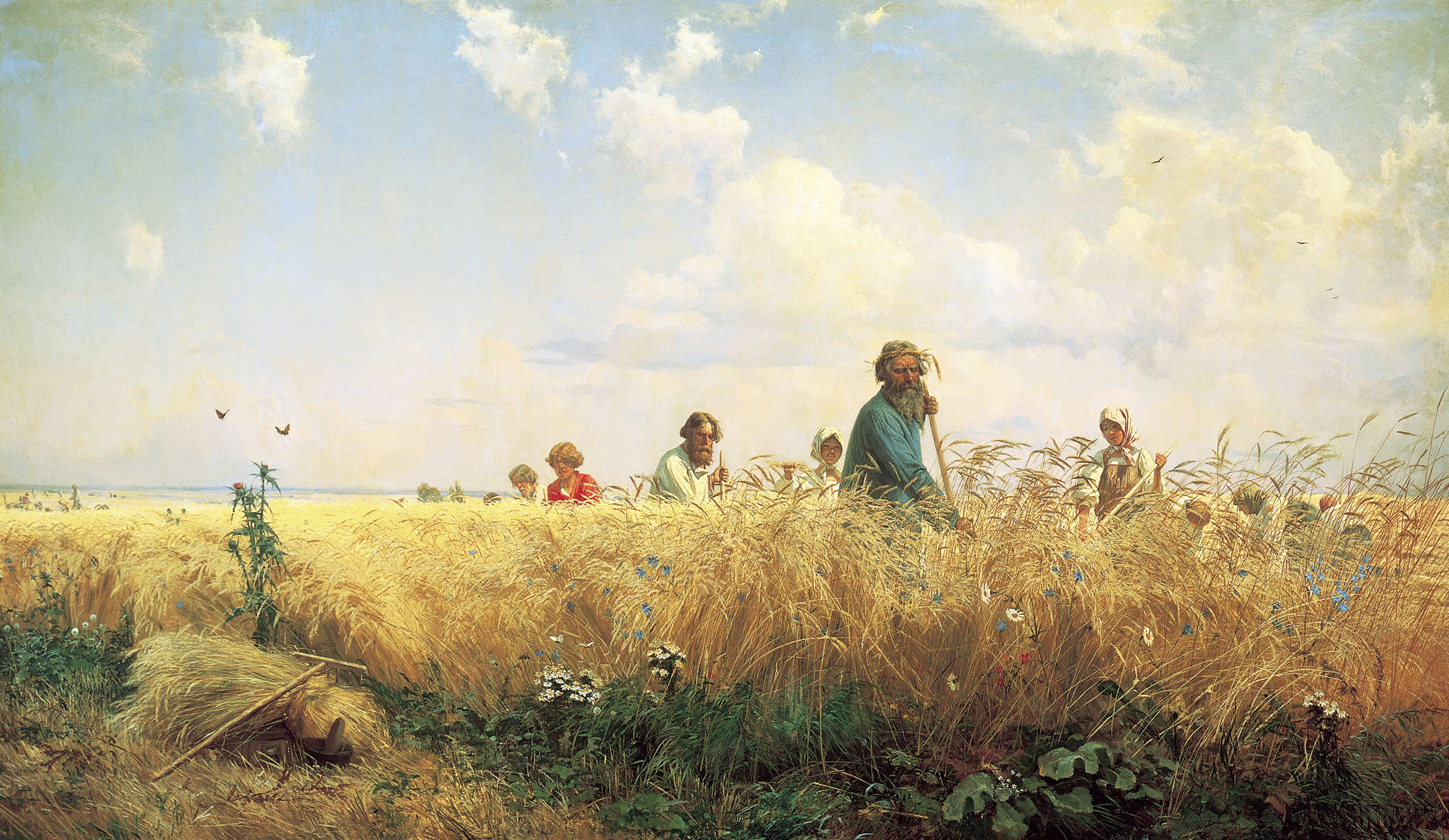
« D'un côté du champ, on sème le blé, de l'autre, on moissonne et on bat le grain ! » (Grigory Miasoïedov, Les Faucheurs)

(Les épisodes suivants sont similaires à la version 222, jusqu'à ce qu'Ivan arrive chez le tsar-mécréant). Ivan est employé par le tsar à effectuer des tâches ingrates à la cuisine, mais il est pris en haine par le cuisinier Souillon (Tchoumitchka), qui se met à raconter au tsar qu'Ivan s'est vanté d'accomplir des exploits surnaturels : le tsar le somme de s'exécuter. Grâce à Vassilissa et à son armée de travailleurs, il parvient en une nuit à abattre tous les arbres d'une forêt, à labourer le terrain, semer du blé, le moudre, et servir au tsar pour son petit-déjeuner les pâtés confectionnés avec la farine ; puis à fabriquer un vaisseau voguant dans les airs, ce qui lui donne l'occasion de se débarrasser du cuisinier Souillon en le jetant dans une fosse aux ours. La troisième épreuve consiste à dresser un étalon sauvage – en fait, il s'agit du tsar lui-même. L'étalon enlève Ivan dans les airs, mais celui-ci parvient à le dompter en le frappant sur la tête. Peu après, le tsar le reçoit, la tête bandée, et lui dit de venir le lendemain choisir sa fiancée sans se tromper.
Vassilissa et ses deux sœurs sont présentées à Ivan sous forme de trois cavales, puis de trois colombes, enfin de trois filles identiques. Aidé par Vassilissa, Ivan fait trois fois le bon choix. Les noces sont célébrées.
(On retrouve ensuite l'épisode de la fuite magique. Vassilissa change Ivan en potager et elle-même en chou, puis Ivan en faucon blanc et elle en puits. Lorsque le tsar en personne se lance à leur poursuite, elle jette derrière elle successivement une brosse, qui se transforme en forêt drue, puis un peigne, qui fait surgir une haute montagne, enfin une serviette, qui fait apparaître une immense étendue d'eau infranchissable : le tsar, vaincu, rentre chez lui. La fin est similaire aux versions 219 et 222).

## Versions 225 et 226 (125g et 125h): dragons et démons

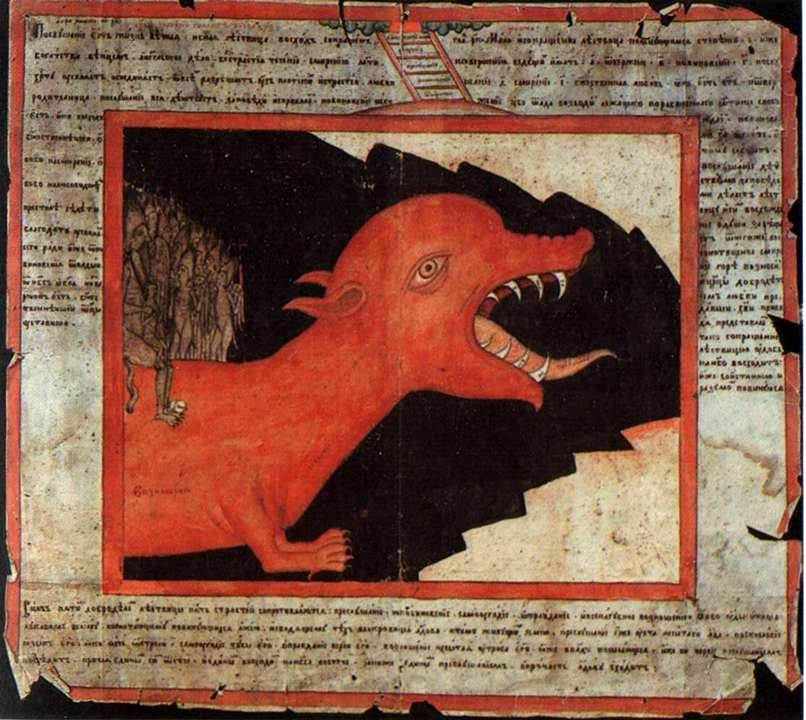
Tchoudo-Youdo (loubok anonyme)

La version 225 a été recueillie dans le district de Zoubtsov, dans le gouvernement de Tver. L'adversaire maléfique y est le monstre Tchoudo-Youdo, le « Hors-la-loi », qui s'en prend à un riche marchand altéré. Le héros, Ivan fils-de-marchand, rencontre trois babas Yaga successives, toutes trois sœurs de Tchoudo-Youdo : les deux premières lui donnent une boule qui le conduira en roulant jusqu'à l'étape suivante, la dernière lui indique comment accéder à la « grande maison » de Tchoudo Youdo en faisant « trois pas en arrière ». Celui-ci exige d'abord qu'il construise une grange en une nuit ; puis, toujours en une nuit, qu'il laboure, herse, sème et moissonne un champ, avant de moudre et engranger la farine ; enfin qu'il construise un palais dont le perron rejoigne le sien. Vassilissa, grâce à ses nombreux auxiliaires, s'acquitte de toutes ces tâches à sa place. Ivan parvient ensuite à reconnaître Vassilissa parmi soixante-dix-sept filles, et gagne sa main. Lorsque Vassilissa et Ivan s'enfuient, Vassilissa a disposé une poupée à chaque coin de sa chambre ; celles-ci retardent le moment de la poursuite. Elle utilise un foulard, un savon et un peigne pour dresser des obstacles devant leurs poursuivants. Ivan perd la mémoire en embrassant étourdiment un bébé dans son berceau ; Vassilissa se fait passer pour le reflet des sœurs d'Ivan dans l'étang, afin de se faire héberger par sa mère. Le conte se termine par l'épisode du couple de pigeons qui rendent la mémoire à Ivan.
Dans la version 226, un chasseur surpris par une nuit glacée est réchauffé par le diable, qui lui propose le marché habituel. Son fils, partant affronter son destin, se trouve face à un lac qui se divise en deux et laisse apparaître un chemin, menant dans l'autre monde. Le diable a douze filles, dont l'une pleine de sagesse : il lui fait épouser le jeune homme. Puis viennent les épreuves : mener au pré des cavales qui se dispersent immédiatement, et que l'épouse rassemble grâce à un nuage de mouches et de taons ; dompter une vieille jument dont les harnais sont hérissés de clous, et qui s'avère être la femme du diable ; enfin maîtriser un dragon à trois têtes, qui est en fait le diable lui-même. Vaincu, le diable le laisse partir en lui disant de prendre un cheval dans l'écurie ; la jeune femme lui conseille de choisir une rosse galeuse, avec laquelle ils quittent le royaume des eaux, et la rosse redevient le père du jeune homme, qui avait été métamorphosé par un mauvais sort. Les autres chevaux étaient des noyés, des pendus et d'autres morts de mort non naturelle, ensorcelés.

## Autres versions
Outre les versions figurant dans le recueil d'Afanassiev, on peut mentionner notamment une version détaillée et talentueuse due au conteur Ivan Kovalev (1885-1965), intitulée Razodralis' komar s moukhoï (« Le moustique et la mouche se sont entredéchirés ») et publiée par È.V. Hoffmann (Pomérantseva) et S.I. Mints dans les Contes de I.F. Kovalev (Moscou, 1941). La langue de Kovalev se caractérise par l'association d'un style traditionnel élevé avec des tournures littéraires contemporaines.

## Analogies et filiation
Paul Delarue (voir Bibliographie) a étudié les versions de ce conte recueillies sur le territoire français et dans les anciennes colonies françaises, sous le titre « conte-type no 313 : la Fille du Diable ». Il en indique 118 versions connues (dont 30 du Canada, Missouri, Louisiane, Antilles, Haïti, Île Maurice), et fournit comme exemple une version abrégée de La belle Eulalie, une version nivernaise recueillie par Achille Millien. Il indique de nombreuses analogies dans le monde entier. Il s'agit selon lui du « plus long [conte] du répertoire indo-européen, un des mieux composés, les plus aimés », l'un de ceux qui comportent le plus « d'éléments venus du fond des âges », dont des « opérations magiques très diverses et d'une étrangeté parfois déconcertante », lesquels ont par la suite été assemblés dans « une construction cohérente et logique ». On le retrouve toutefois également en Turquie, en Transcaucasie, en Asie orientale (Chine, Japon, Philippines), et, sous l'influence européenne, en Amérique et en Afrique.
Il rappelle que la classification Aarne-Thompson distingue trois variantes principales :
- T 313 A, correspondant à la majorité des versions françaises, dans lequel manque l'épisode de la Fiancée oubliée ;
- T 313 B, qui inclut la guerre des animaux et celui de l'aigle blessé, et dont il n'a recensé qu'une seule version, originaire de Bretagne bretonnante[47], alors qu'elle est répandue dans les pays celtiques, en Scandinavie (sous l'influence irlandaise), en Finlande, Estonie, « et surtout en Russie » ;
- T 313 C, incluant l'épisode de la Fiancée oubliée.

La version T 313 B (ici représentée par les versions 219, 220 et 224) apparaît inspirée par la légende mésopotamienne d'Etana, qui nous est parvenue incomplète. Le mythe d'Etana représenté par le conte-type AT 537 dans la classification Aarne-Thompson, et le thème de la guerre entre oiseaux et quadrupèdes AT 222.
Delarue fournit également un résumé du conte indien de Somadeva figurant dans le Kathâsaritsâgara, dans lequel il est question d'un « Rakshasa » (ogre magicien) et de sa fille, que le héros épousera. Les motifs des tâches imposées et de la fuite magique avec transformations y figurent, bien que l'introduction soit différente. (On les retrouve par ailleurs dans le mythe grec des amours de Jason et Médée).
De nombreux motifs du conte apparaissent dans une version littéraire du XVIe siècle, Le Mambriano de Francesco Bello (1509), qui semble être à l'origine du conte de Basile intitulé La Colombe (La Palomma), dont le schéma général est très proche du conte russe ; on en trouve également dans Les Nuits facétieuses de Straparola. À la fin du XVIIe siècle, Madame d'Aulnoy en publie une version très arrangée, L'Oranger et l'Abeille, qui sera diffusée notamment par des éditions de colportage.
Dans le conte recensé par les frères Grimm et intitulé Le Roi de la Montagne d'or (Der König vom goldenen Berge), un marchand ruiné promet à « un homme noir » (le diable) « la première chose qui heurtera sa jambe quand il rentrera chez lui » : au lieu de son chien, ce sera son jeune fils. Celui-ci, le temps venu, se mettra en route et découvrira un château ensorcelé où il délivrera une princesse captive qu'il épousera.
L'association de deux récits distincts, l'un concernant la guerre entre les oiseaux et les quadrupèdes, l'autre le voyage vers l'autre monde avec l'aigle, semble être une tradition bien ancrée dans le folklore international. Ainsi le conte breton intitulé L'Hiver et le Roitelet détaille-t-il l'origine de la guerre entre animaux (le roitelet, que l'Hiver cherche à faire périr, s'est réfugié dans un trou près du four d'un boulanger, mais il ne parvient pas à y cohabiter pacifiquement avec une souris, d'où le conflit général) ; puis la transition (l'aigle, arrivé en retard dans la bataille, est en train de faire pencher le sort en faveur des oiseaux, avant d'être blessé par le fils du roi, lequel se voit ensuite obligé de le soigner et de le nourrir) ; enfin la deuxième partie (l'aigle – qui s'avère être à la fois homme et oiseau –, guéri, emmène le fils du roi jusque chez sa mère : là, le fils du roi tombe amoureux de la sœur de l'aigle, etc.)
Un conte écossais intitulé The Battle of the Birds apparaît très proche de la trame générale du conte russe. Ce conte a été publié par Joseph Jacobs dans Celtic Fairy Tales (David Nutt, 1892) ; Jacobs l'a repris de la collecte écossaise de J.F. Campbell (Popular Tales of West Highlands, Edimbourg, 1860), en y incorporant les motifs issus de sept variantes, dont celle de Jeremiah Curtin, Song of the King of Erin (Myths and Folk-Tales of Ireland, Dublin, 1890). Le conte, traduit en français par Pierre Leyris, a été publié chez Hatier en 1988. Il est repris sous le titre La bataille des oiseaux dans L'Aile bleue des contes : l'oiseau de Fabienne Raphoz (voir Bibliographie).
Une version danoise, dont la première partie est très proche de celle de la version 219 (Le voyage du tsar avec l'aigle), figure dans la même anthologie de Fabienne Raphoz sous le titre L'Oiseau Benjamin. Elle provient de La Cendrouse et autres contes du Jutland, d'Evald Tang Kristensen. (Dans la suite du conte, le héros combat des trolls à plusieurs têtes, libère des princesses et confond le faux héros).
Paul Delarue fait remarquer que le motif des filles-oiseaux, très répandu de manière générale, apparaît presque toujours sous une forme affaiblie en France.
Le thème de la « fuite magique » se retrouve également dans le conte-type T 314, « La Fuite magique : Le Jeune Homme changé en cheval ».
Nicole Belmont (voir Bibliographie) rapproche ce conte du conte-type T 316 : « L'Enfant promis à la sirène / L'Ondine de l'étang du moulin » dont elle mentionne une variante grecque rapportée par Richard M. Dawkins, et qui présente des similarités notamment avec la version 226 ci-dessus (le fils est promis à la Dame de la Mer, qui ouvre pour lui une voie à travers les flots) ; toutefois, lorsqu'il s'agit de la rejoindre, il a peur et la Dame le maudit, de sorte qu'il ne pourra plus s'approcher d'un lac, d'une rivière ou de la mer sans être englouti.
Vladimir Propp, dans Les racines historiques du conte merveilleux, rapproche le motif du coffret qui, ouvert malencontreusement, laisse échapper des troupeaux de bétail sans fin, d'une légende mélanésienne, dans laquelle le héros reçoit un tel coffret (appelé monuia) de la Lune, l'ouvre malgré l'interdiction, et se retrouve submergé de poissons qui font chavirer sa barque. Il rattache le motif au thème général du « pays de l'abondance ». Il consacre également, dans le même ouvrage (4.1.12) et à propos de ce conte, une étude au thème de « la femme aux noces de son mari » ; il y fait allusion à des rites archaïques de mariage temporaire et collectif au cours de l'initiation des jeunes gens, suivi d'un mariage stable et définitif.

## Interprétations du conte-type

### Analyse de Nicole Belmont
Nicole Belmont, dans sa Poétique du conte, étudie plusieurs aspects du conte-type T 313, La Fille du diable (en se basant principalement sur des versions occidentales ; dans plusieurs d'entre elles, le héros s'est lui-même livré à l'entité mauvaise, par exemple en perdant aux cartes).
Elle établit un parallèle détaillé entre le conte et le mythe d'Orphée et Eurydice. Bien que l'histoire semble différente (Orphée part rechercher son épouse morte aux Enfers, mais la perd finalement en se retournant malencontreusement au dernier moment), on peut en effet comparer point par point les étapes des deux intrigues : elles sont, soit similaires (le héros part dans l'au-delà ; le maître des Enfers, ou le Diable, lui donne ou lui rend une épouse ; à son retour le héros est « célibataire »), soit inversées (homme marié / célibataire dans la situation initiale ; a perdu son épouse / a perdu sa propre personne ; ne réussit pas à ramener son épouse / est ramené par son épouse, etc.) Le point le plus curieux de la comparaison concerne l'interdiction (dans le cas du mythe grec) / l'obligation (dans celle du conte, pour voir si le couple est poursuivi) de se retourner en revenant de l'au-delà, « comme si le conte merveilleux s'amusait à imaginer différentes combinaisons d'une configuration narrative fondamentale, sinon originaire ».
Elle s'interroge également sur la question des liens de consanguinité et d'alliance. Le mariage exogame évoqué dans le conte est extrême, puisque le héros épouse une femme de l'au-delà (qu'il oublie dès lors qu'une personne de sa propre famille l'embrasse), tandis que le mariage incestueux est tabou : peut-être le conte fait-il allusion à la nécessité de trouver un « juste milieu », même si N. Belmont prend soin de préciser que la leçon du récit reste « ambiguë » et qu'il n'est pas « indispensable de décider » de sa signification profonde ; elle rappelle qu'il ne faut pas non plus trop s'appuyer sur l'issue heureuse du conte, celle-ci constituant une règle générale du genre.
Elle définit par ailleurs les « tâches difficiles » propres à ce type de contes comme « le moyen de se délivrer de la promesse paternelle : le héros se rachète lui-même, alors qu'il a été en quelque sorte vendu par son père, bien que celui-ci ne connût pas le contenu réel du contrat. » : ceci ne concerne toutefois que les versions où c'est bien le père qui a livré son fils.

### Analyse de Lise Gruel-Apert
Lise Gruel-Apert émet un avis différent. À la suite de ses nombreuses traductions de contes russes, elle insiste sur la traduction de premudraja par "la Magique" (également : la fée, l'enchanteresse, la magicienne, en gros : l'experte en science magique) et met ce conte en corrélation avec le mythe de Jason et Médée plutôt qu'avec celui d'Orphée et Eurydice : Médée est magicienne comme Vassilissa, elle aide le héros à accomplir les tâches magiques, fuit avec lui, est abandonnée par lui ; seule la fin est différente (tragique dans le mythe grec, optimiste et féministe dans le conte russe ou européen). Orphée et Eurydice se rapproche du conte-type L'Homme à la recherche de son épouse disparue (AT 400), qui est un autre sujet.
Dans Le Monde mythologique russe, Lise Gruel-Apert étudie également les relations de parenté dans le conte. Elle compare notamment les deux pères, celui du héros (personnage « ordinaire et épisodique », absent de chez lui, ignorant de ce qui s'y passe, disposant d'un pouvoir limité et incapable de marier son fils) et celui de l'héroïne (personnage surnaturel, mais caractérisé par ses colères, et entouré par ailleurs de ses « filles », ou nièces) : selon elle, ce dernier est du clan maternel de la mère d'Ivan (un oncle maternel), et Ivan épouse probablement sa cousine.